# Casa Desbac i Cartellà
La Casa Desbac i Cartellà és un edifici del municipi de Girona que forma part de l'Inventari del Patrimoni Arquitectònic de Catalunya.

## Descripció
És un gran casal urbà de planta baixa i dos pisos. En aquests darrers s'obren balcons amb senzilles baranes de ferro, els del segon pis de menors dimensions que els del primer, com era habitual en aquesta mena de construccions. Una gran cornisa de gran volada tanca la façana. Al seu damunt es construí tardanament una galeria seguida de finestres amb arcs de mig punt. Cal destacar que els escuts de la família figuren a la part inferior de les peanyes dels balcons.